# ألن إيفرسون

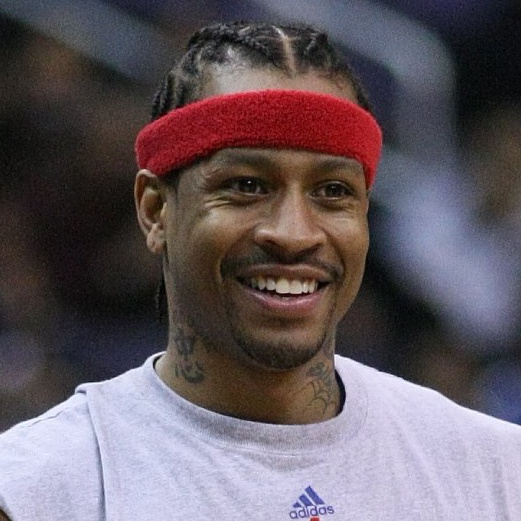

ألن ايزل ايفرسون (بالإنجليزية: Allen Iverson) (ولد في 7 يونيو 1975، في هامبتون، فرجينيا)  وهو لاعب كرة سلة أمريكى محترف سابق.
اختار فريق فيلادلفيا سيكسرز ايفرسون في المركز الأول في الدوري الأميركي للمحترفين لعام 1996[[.]] أطلق عليه اسم مبتدئ (روكى) الدوري الأمريكي للمحترفين خلال موسم1996-97. حصل ايفرسون على جائزة (All-Star)من الدوري الأمريكى للمحترفين عشر مرات، والتي تتضمن الفوز بجائزة All-Star MVP في عامي 2001 و2005.

## روابط خارجية
- ألن إيفرسون على موقع IMDb (الإنجليزية)
- ألن إيفرسون على موقع الموسوعة البريطانية (الإنجليزية)
- ألن إيفرسون على موقع ميوزك برينز (الإنجليزية)
- ألن إيفرسون على موقع إن إن دي بي (الإنجليزية)
- ألن إيفرسون على موقع قاعدة بيانات الفيلم (الإنجليزية)
- ألن إيفرسون على موقع الاتحاد الدولي لكرة السلة (الإنجليزية)
- ألن إيفرسون على موقع إن بي أي (الإنجليزية)
- ألن إيفرسون على موقع سبورتس رفرنس (الإنجليزية)
- ألن إيفرسون على موقع كرة السلة الأوروبية.كوم (الإنجليزية)
- ألن إيفرسون على موقع إي إس بي إن.كوم (الإنجليزية)
- ألن إيفرسون على موقع كلية كرة السلة في سبورتس رفرنس.كوم (الإنجليزية)
- ألن إيفرسون على موقع ريلجم (الإنجليزية)
- ألن إيفرسون على موقع بروبوليرز (الإنجليزية)
- ألن إيفرسون على موقع سبورتس رفرنس (الإنجليزية)
- ألن إيفرسون على موقع اللجنة الأولمبية الدولية (الإنجليزية)